# سیمون اوکلند
سیمون اوکلاند (انگلیسی: Simon Oakland؛ ۲۸ اوت ۱۹۱۵ – ۲۹ اوت ۱۹۸۳) یک هنرپیشه اهل ایالات متحده آمریکا بود.

## فیلم‌شناسی
از فیلم‌ها یا برنامه‌های تلویزیونی که وی در آن نقش داشته است می‌توان به روانی، داستان وست ساید، می‌خواهم زنده بمانم!، در یک روز آفتابی همه‌جا را می‌توانی ببینی و بولیت  اشاره کرد.

## زندگی شخصی
اوکلاند با لوئیس لورین پورتا ازدواج کرده بود.  این زوج یک دختر به نام باربارا داشتند. 